# Saint-Sornin-Lavolps
Saint-Sornin-Lavolps är en kommun i departementet Corrèze i regionen Nouvelle-Aquitaine i de centrala delarna av Frankrike. Kommunen ligger  i kantonen Lubersac som tillhör arrondissementet Brive-la-Gaillarde. År 2022 hade Saint-Sornin-Lavolps 846 invånare.

## Befolkningsutveckling
Antalet invånare i kommunen Saint-Sornin-Lavolps
Referens:INSEE